# Big Maybelle
Maybelle Louise Smith (Jackson, 1 mei 1924 - Cleveland, 23 januari 1972) was een Amerikaanse r&b-zangeres.

## Biografie
Big Maybelle zong reeds als kind in het kerkkoor van de Church of God in Christ. Op 9-jarige leeftijd won ze een zangconcours bij het Memphis Cotton Carnival. Ze begon daarna haar carrière als professionele zangeres in 1936. Haar eerste plaatopnamen met het orkest van Christine Chatman was Hurry, Hurry op 6 april 1944 bij Decca Records. Eigen plaatopnamen ontstonden echter pas in november 1947, toen ze op korte termijn voor drie singles zong bij King Records. Tussen 1947 en 1950 zong ze in het orkest van Tiny Bradshaw.
Haar eerste hitsucces kwam op 8 oktober 1952 na de wissel naar Okeh Records met Gabbin' Blues, dat zich kon plaatsten in de r&b-hitlijst (#3). Ze kon hier nog twee verdere singles in de top 10 plaatsen en bleef het label trouw tot eind 1955. Tijdens deze periode bij Okeh Records verscheen ook het origineel van Whole Lotta Shakin' Goin' On, later een hit voor Jerry Lee Lewis.
Haar wissel naar Savoy Records kon haar succes niet stabiliseren. Met haar eerste single Candy bij dit label plaatste ze zich enkel op een 11e plaats in de r&b-hitlijst. Verdere talrijke labelwissels naar Brunswick Records en Scepter Records, met deels slechts een enkele single, hadden haar artistieke carrière eerder schade toegebracht. Bij Rojac Records werd de blueszangeres zelfs overgehaald om actuele pophits te coveren, echter zonder succes.
Ze is te zien in de documentaire film Jazz on a Summer's Day, opgenomen tijdens het Newport Jazz Festival in 1958. In 2011 werd ze opgenomen in de Blues Hall of Fame.

## Ziekte en overlijden
In haar latere jaren werd Big Maybelle steeds meer verslaafd aan heroïne. Ze overleed in 1972 op 47-jarige leeftijd in een diabetische coma. 

## Discografie
King Records
- 1947: Bad Dreams Blues / Sad And Disappointed Jill
- 1947: Indian River / Too Tight Mama
- 1947: Little Miss Muffet / Don't Try To Fool Me

OKeh Records
- 1952: Gabbin' Blues / Rain Down Rain
- 1952: Way Back Home / Just Want Your Love
- 1953: Send For Me / Jinny Mule
- 1954: My Country Man / Maybelle's Blues
- 1954: You'll Never Know / I've Got A Feelin
- 1954: My Big Mistake / I'm Gettin' 'Long Alright
- 1955: Don't Leave Poor Me / Ain't No Use
- 1955: Whole Lotta Shakin' Goin' On / One Monkey Don't Stop No Show
- 1955: Such A Cutie / The Other Night
- 1955: Gabbin' Blues / New Kind Of Mambo

Savoy Records
- 1956: Candy / That's a Pretty Good Love
- 1956: Mean to Me / Tell Me Who
- 1956: I Don't Want to Cry / All of Me
- 1956: So Long / Ring Dang Dilly
- 1956: A Good Man Is Hard to Find / Pitiful
- 1957: Rock House / Jim
- 1957: Baby, Won't You Please Come Home / Say It Isn't So
- 1959: I Understand / Some of These Days
- 1959: I Got It Bad and That Ain't Good / Until the Real Thing Comes Along
- 1959: I Ain't Got Nobody / Going Home Baby

Brunswick Records
- 1963: Candy / Cry
- 1963: Cold Cold Heart / Why Was I Born
- 1963: Everybody's Got A Home But Me / How Deep Is The Ocean
- 1968: Nobody Knows The Trouble I've Seen / Do Lord

Scepter Records
- 1965: I Don't Want to Cry / Yesterday's Kisses

Port Records
- 1965: No Better For You / Let Me Go

Chess Records
- 1966: It's a Man's Man's Man's World / Big Maybelle Sings the Blues

Rojac Records
- 1964: Careless Love / My Mother's Eyes
- 1966: It's Been Raining / Don't Pass Me By
- 1967: 96 Tears / That’s Life
- 1967: Turn The World Around the Other Way / I Can't Wait Any Longer
- 1967: Mama (He Treats Your Daughter Mean) / Keep That Man
- 1968: Quittin' Time / I Can’t Wait Any Longer
- 1968: Heaven Will Welcome You, Dr. King / Eleanor Rigby
- 1968: Old Love Never Dies / How It Lies

Paramount Records
- 1973: See See Rider / Blame It On Your Love